# Asanoyama Hideki
Asanoyama Hideki (朝乃山 英樹 en japonés, nacido como Hiroki Ishibashi, 1 de marzo de 1994, Prefectura de Toyama, Japón) es un luchador profesional de sumo. Hizo su debut en marzo de 2016 y ascendió a Makuuchi en septiembre de 2017. Su rango más alto ha sido el de ōzeki. Ha ganado cuatro premios especiales, tres de ellos por su espíritu de lucha y uno por actuación destacada. En mayo de 2019 consiguió su primer yūshō (campeonato), tras imponerse al resto de rikishi con un récord de 12-3.

## Trayectoria
En 2016 Ishibashi ingresó a la Heya Tasakago bajo la tutoría del antiguo ōzeki Asashio. Al igual que los luchadores más nuevos, empezó su carrera usando su nombre familiar y no su actual shikona. Como campeón universitario, en marzo de 2016 a Ishibashi se le permitió saltarse las dos primeras y más bajas divisiones del sumo profesional, (Jonokuchi y Jonidan) para así ingresar inmediatamente a la cuarta división llamada Sandanme. Para septiembre del mismo año ascendió a la división Makushita al haber conseguido tres kachi-koshi (más victorias que derrotas) en los torneos de marzo, mayo y julio. En marzo de 2017, tan solo un año después de haber empezado su carrera profesional, ascendió a la división jūryō, la segunda más importante a nivel profesional. Esto lo logró al obtener nuevamente récords ganadores en los torneos de septiembre y noviembre de 2016, rematado con un Yūshō (torneo) perfecto de 7-0 en enero de 2017. A partir de este punto Ishibashi empezó a utilizar su shikona Asanoyama.
Con el ascenso de Asanoyama a jūryō, la heya Tasakago volvía a tener finalmente un sekitori (luchadores que pertenecen a  jūryō o makuuchi) después de que Asasekiryū y Asabenkei fueran degradados a la división makushita, lo cual había dejado a la heya sin luchadores en las divisiones superiores. El hecho de no tener rikishi en jūryō o makuuchi era algo inédito para la heya Tasakago, ya que no pasaba desde 1878. Con la llegada de Asanoyama a jūryō todo volvió a la normalidad.
Luego de esto, Asanoyama reveló que una de sus mayores motivaciones para ascender a jūryō era honrar la memoria del entrenador de sumo que tuvo cuando estaba en la escuela secundaria, el cual había fallecido de cáncer recientemente.
En su debut de jūryō en marzo de 2017, Asanoyama y otro luchador de nombre Toyohibiki llegaron al día final con 10 victorias cada uno, lo cual los llevó a disputar un play-off o desempate. Toyohibiki saldría vencedor, en parte, por su mayor experiencia en la división. Al siguiente torneo, en mayo, llegando al día final con 11 victorias, Asanoyama tendría que disputar nuevamente un play-off, esta vez contra Daiamami. Asanoyama quedaría nuevamente a las puertas del título, vencido por Daiamami. A pesar de esto, sus buenos resultados le aseguraron su ascenso a makuuchi, la división más importante del sumo profesional.

### Carrera en Makuuchi

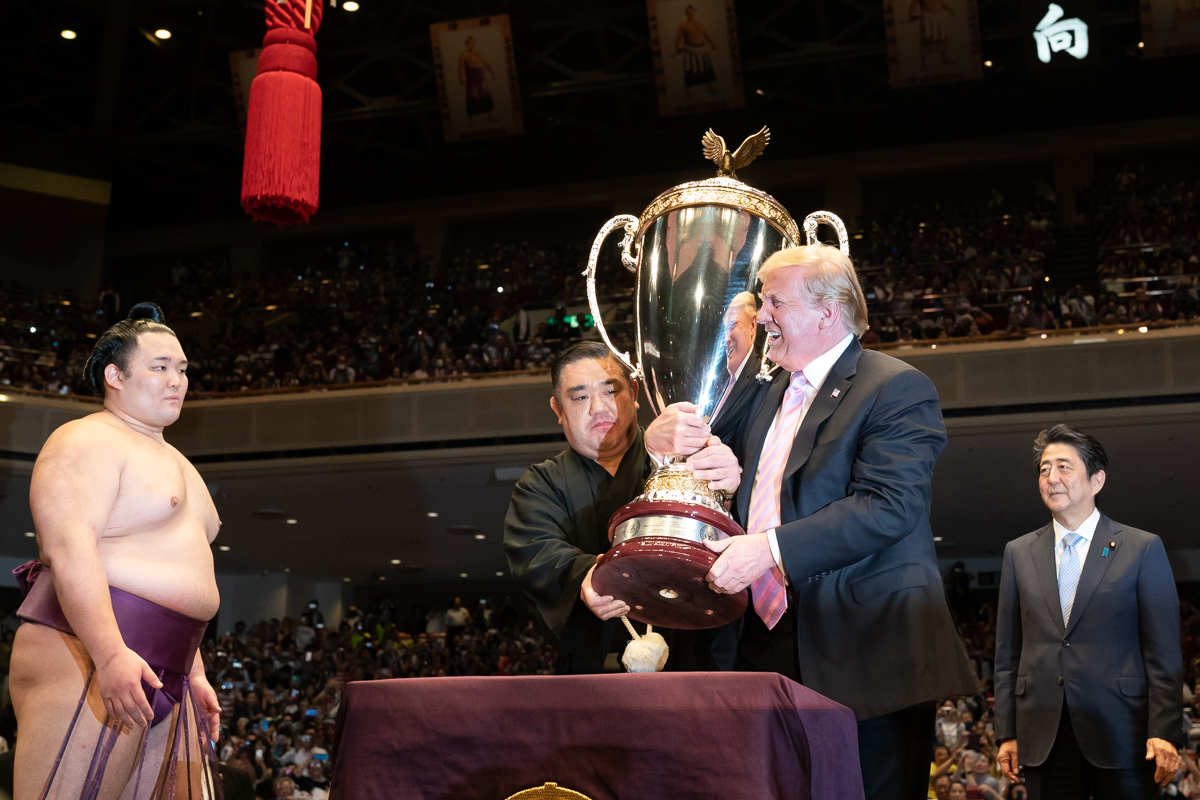
Asanoyama recibiendo la Copa del Presidente por parte de Donald Trump

En su primer torneo como luchador de makuuchi, Asanoyama empezó en el rango de maegashira 16. Llegó al día 6 con un récord de 3-3 y luego de esto entró en una racha de 5 victorias consecutivas. Al final terminó el torneo con un récord de 10-5. Por su buen desempeño se le otorgó el premio de Espíritu de Lucha. 
En su segundo torneo no tuvo tanto éxito y únicamente consiguió 5 victorias, dejándolo con 10 derrotas y a punto de ser degradado a jūryō. En enero de 2018 logró un récord de 9-6 estando nuevamente en maegashira 16. En julio estuvo en los primeros lugares de la tabla durante gran parte del torneo y terminó con un récord de 11-4, esto le hizo acreedor nuevamente del premio de Espíritu de Lucha. En los siguientes torneos permaneció en los lugares intermedios de maegashira y obteniendo récords bastante inestables de 8-7 y 7-8.
En el torneo de mayo de 2019, el primero de la Era Reiwa, para el día 11 Asanoyama era el único líder con diez victorias y solo una derrota. En el día 12 perdió su segundo combate, pero al siguiente recuperó su liderato con una victoria bastante polémica sobre Tochinoshin. Al principio pareció que Asanoyama había tocado el suelo primero, pero los jueces determinaron que el talón de Tochinoshin abandonó el círculo antes. En el día 14 Asanoyama se coronó campeón al vencer a Gōeidō después de que Kakuryū, quien era el único rival que le seguía por la lucha del título, cayera ante Tochinoshin. Asanoyama fue el primer rikishi sin experiencia previa en sanyaku (categoría que comprende los rangos de komusubi, sekiwake, ōzeki y yokozuna) en ganar un torneo. El primero había sido Sadanoyama en 1961. Asanoyama terminó el torneo con un récord de 12-3 al perder el combate final contra Mitakeumi.
Aparte de ganar el campeonato, se le entregaron los premios de Actuación Destacada y Espíritu de Lucha, así como también la primera "Copa del Presidente" por parte de Donald Trump. Este es un trofeo entregado a modo de homenaje por la visita del mandatario estadounidense al país nipón.

## Historial
| Año (Honbasho) | Hatsu Basho (enero) (ciudad de Tokio) | Haru Basho (marzo) (ciudad de Osaka) | Natsu Basho (mayo) (ciudad de Tokio) | Nagoya Basho (julio) (ciudad de Nagoya) | Aki Basho (septiembre) (ciudad de Tokio) | Kyushu Basho (noviembre) (ciudad de Fukuoka) |
| 2016           | -                                     | Sandame #100 5 - 2                   | Sandame Este #66 6 - 1               | Sandame Oeste #11 6 - 1                 | Makushita Oeste #36 6 - 1                | Makushita Este #14 5 - 2                     |
| 2017           | Makushita Oeste #7 7 - 8              | Jūryō Este #12 10 - 5                | Jūryō Este #7 8 - 7                  | Jūryō Oeste #5 11 - 4                   | Maegashira Este #16 10 - 5               | Maegashira Oeste #11 5 - 10                  |
| 2018           | Maegashira Oeste #16 9 - 6            | Maegashira Oeste #13 8 - 7           | Maegashira Oeste #12 7 - 8           | Maegashira Oeste #13 11 - 4             | Maegashira Oeste #5 7 - 8                | Maegashira Oeste #5 6 - 9                    |
| 2019           | Maegashira Oeste #8 8 - 7             | Maegashira Este #8 7 - 8             | Maegashira Oeste #8 12 - 3           | Maegashira Este #1 7 - 8                | Maegashira Oeste #2 10 - 5               | Komusubi Oeste 11 - 4                        |

- Datos: Q27918012
- Multimedia: Asanoyama Hideki / Q27918012